# Tunç Fındık
Tunç Fındık (* 1972) je turecký horolezec. S počtem 11 úspěšných výstupů na osmitisícovky je nejúspěšnějším tureckým vysokohorským lezcem. K dosažení Koruny Himálaje mu chybí už jen Annapurna, Gašerbrum I a Nanga Parbat. Findik má titul z Ankarské univerzity v oboru Anglický jazyk a literatura, kromě horolezectví se živí i jako horský vůdce.

## Úspěšné výstupy na osmitisícovky
- 2001 Mount Everest (8849 m)
- 2005 Čo Oju (8201 m)
- 2006 Lhoce (8516 m)
- 2007 Mount Everest (8849 m)
- 2009 Dhaulágirí (8167 m)
- 2010 Makalu (8465 m)
- 2011 Kančendženga (8586 m)
- 2012 K2 (8611 m)
- 2013 Šiša Pangma (8013 m)
- 2013 Manáslu (8163 m)
- 2014 Gašerbrum II (8035 m)
- 2017 Broad Peak (8047 m)
- 2019 Annapurna (8091 m)
- 2019 Gasherbrum I (8068 m)